# Dipinti di Paolo Veronese
Questa voce elenca i principali dipinti di Paolo Veronese, in ordine cronologico.

## Dipinti precedenti al 1550
| Opera | Titolo                               | Data       | Dimensioni        | Tecnica                       | Città           | Ubicazione                  | Paese       |
| ----- | ------------------------------------ | ---------- | ----------------- | ----------------------------- | --------------- | --------------------------- | ----------- |
|       | Resurrezione della figlia di Giairo  | 1546 circa | 42×37 cm          | olio su carta montato su tela | Parigi          | Museo del Louvre            | Francia     |
|       | Sposalizio mistico di santa Caterina | 1547       | 58×91 cm          | olio su tela                  | New Haven       | Yale University Art Gallery | Stati Uniti |
|       | Sposalizio mistico di santa Caterina | 1547-1548  | 145,5x205 cm      | olio su tela                  | San Pietroburgo | Museo dell'Ermitage         | Russia      |
|       | Pala Bevilacqua-Lazise               | 1548       | 223×172 cm        | olio su tela                  | Verona          | Museo di Castelvecchio      | Italia      |
|       | Compianto su Cristo morto            | 1548 circa | 76×117 cm         | olio su tela                  | Verona          | Museo di Castelvecchio      | Italia      |
|       | Conversione di Maria Maddalena       | 1548 circa | 118×164 cm        | olio su tela                  | Londra          | National Gallery            | Regno Unito |
|       | Deposizione nel sepolcro             | 1548-1549  | 213×173 cm        | olio su tela                  | Verona          | collezione privata          | Italia      |
|       | Il sacrificio di Marco Curzio        | 1550 circa | diametro 221,5 cm | olio su tela                  | Vienna          | Kunsthistorisches Museum    | Austria     |

## Dipinti dal 1550 al 1560
| Opera | Titolo                                                                                        | Data            | Dimensioni      | Tecnica      | Città              | Ubicazione                              | Paese              |
| ----- | --------------------------------------------------------------------------------------------- | --------------- | --------------- | ------------ | ------------------ | --------------------------------------- | ------------------ |
|       | Battesimo di Cristo                                                                           | 1550-1560 circa | 85,7×116,8 cm   | olio su tela | Raleigh            | Museo d'arte della Carolina del Nord    | Stati Uniti        |
|       | Battesimo di Cristo                                                                           | 1550 circa      | 106,7x79,4 cm   | olio su tela | Filadelfia         | Barnes Foundation                       | Stati Uniti        |
|       | Sacra Famiglia in trono e i santi Antonio Abate, Caterina e san Giovannino (Pala Giustiniani) | 1551            | 313×190 cm      | olio su tela | Venezia            | Chiesa di San Francesco della Vigna     | Italia             |
|       | Allegoria delle Arti Liberali                                                                 | 1551 circa      |                 | olio su tela | Città del Vaticano | Pinacoteca Vaticana                     | Città del Vaticano |
|       | Tentazioni di sant'Antonio Abate                                                              | 1552-1553       | 198×151 cm      | olio su tela | Caen               | Musée des Beaux-Arts                    | Francia            |
|       | Giove scaccia i vizi                                                                          | 1553-1554       | 560×330 cm      | olio su tela | Parigi             | Museo del Louvre                        | Francia            |
|       | Giunone versa doni su Venezia                                                                 | 1554-1556       | 365×147 cm      | olio su tela | Venezia            | Palazzo Ducale                          | Italia             |
|       | Trasfigurazione di Cristo                                                                     | 1555-1556       | 555×260 cm      | olio su tela | Montagnana         | Duomo di Santa Maria Assunta            | Italia             |
|       | Unzione di David                                                                              | 1555-1560       | 173×364 cm      | olio su tela | Vienna             | Kunsthistorisches Museum                | Austria            |
|       | La Santa Famiglia con il piccolo san Giovanni                                                 | 1555-1560       | 60.5×63 cm      | olio su tela | Amsterdam          | Rijksmuseum                             | Paesi Bassi        |
|       | Madonna col Bambino, una santa martire e san Pietro                                           | 1555-1560       | 119×95 cm       | olio su tela | Vicenza            | Musei Civici                            | Italia             |
|       | Martirio di santa Giustina                                                                    | 1556            | 104×138 cm      | olio su tela | Padova             | Musei civici agli Eremitani             | Italia             |
|       | Annunciazione                                                                                 | 1556 circa      | 143×291 cm      | olio su tela | Firenze            | Galleria degli Uffizi                   | Italia             |
|       | San Marco premia le virtù                                                                     | 1556            | 330×317 cm      |              | Parigi             | Museo del Louvre                        | Francia            |
|       | Allegoria della musica                                                                        | 1556-1557       | diametro 230 cm | olio su tela | Venezia            | Biblioteca Nazionale Marciana           | Italia             |
|       | Annunciazione                                                                                 | 1558            | 340×455 cm      | olio su tela | Venezia            | Basilica dei Santi Giovanni e Paolo     | Italia             |
|       | Adorazione dei pastori                                                                        | 1558            | 350×290 cm      | olio su tela | Venezia            | Basilica dei Santi Giovanni e Paolo     | Italia             |
|       | Assunzione                                                                                    | 1558            | 910×455 cm      | olio su tela | Venezia            | Basilica dei Santi Giovanni e Paolo     | Italia             |
|       | Cena in Emmaus                                                                                | 1560 circa      | 242×416 cm      | olio su tela | Parigi             | Museo del Louvre                        | Francia            |
|       | Il falconiere                                                                                 | 1560 circa      | 220×120 cm      | olio su tela | Tolosa             | Fondation Bemberg                       | Francia            |
|       | Santi Geminiano e Severo                                                                      | 1560 circa      | 441×240 cm      | olio su tela | Modena             | Galleria Estense                        | Italia             |
|       | San Menna                                                                                     | 1560 circa      | 247×122 cm      | olio su tela | Modena             | Galleria Estense                        | Italia             |
|       | Madonna con bambino e santi                                                                   | 1560 circa      | 255×141 cm      | olio su tela | Giulianova         | Santuario della Madonna dello Splendore | Italia             |
|       | Ritratto di signora con guanti                                                                | 1560 circa      | 112 x 90 cm     | olio su tela | Dublino            | National Gallery of Ireland             | Irlanda            |

### Affreschi provenienti da Villa Soranzo
| Opera | Titolo                                  | Data | Dimensioni        | Tecnica                      | Città               | Ubicazione                              | Paese  |
| ----- | --------------------------------------- | ---- | ----------------- | ---------------------------- | ------------------- | --------------------------------------- | ------ |
|       | Minerva fra la Geometria e l'Aritmetica | 1551 | 190×281 cm        | affresco staccato            | Venezia             | Palazzo Balbi                           | Italia |
|       | Giustizia                               | 1551 | 200× 100 cm circa | affresco staccato            | Castelfranco Veneto | Duomo                                   | Italia |
|       | Temperanza                              | 1551 | 200×100 cm circa  | affresco staccato            | Castelfranco Veneto | Duomo                                   | Italia |
|       | Tempo e fama                            | 1551 | 353×168 cm        | affresco staccato            | Castelfranco Veneto | Duomo                                   | Italia |
|       | Putto che scavalca una balaustra        | 1551 | 115 × 87 cm       | affresco trasportato su tela | Castelfranco Veneto | Duomo                                   | Italia |
|       | Putto su balaustra                      | 1551 | 115 × 87 cm       | affresco trasportato su tela | Castelfranco Veneto | Duomo                                   | Italia |
|       | Putto alato                             | 1551 | 74,8×67 cm        | affresco staccato            | Vicenza             | Pinacoteca Civica di Palazzo Chiericati | Italia |

## Dipinti dal 1560 al 1570
| Opera | Titolo                                                                           | Data            | Dimensioni       | Tecnica        | Città           | Ubicazione                      | Paese       |
| ----- | -------------------------------------------------------------------------------- | --------------- | ---------------- | -------------- | --------------- | ------------------------------- | ----------- |
|       | Allegoria della pittura                                                          | 1560 circa      | 27,9×18,4 cm     | olio su tela   | Detroit         | Detroit Institute of Arts       | Stati Uniti |
|       | Disputa di Gesù con i dottori del Tempio                                         | 1560 circa      | 236×430 cm       | olio su tela   | Madrid          | Museo del Prado                 | Spagna      |
|       | Apollo e Dafne                                                                   | 1560-1565       | 109,38×113,35 cm | olio su tela   | San Diego       | San Diego Museum of Art         | Stati Uniti |
|       | Sposalizio mistico di santa Caterina                                             | 1560-1565       | 130,5 x 130 cm   | olio su tela   | Montpellier     | Musée Fabre                     | Francia     |
|       | Giove con dea nuda                                                               | 1560-1569       | 27×101 cm        | olio su tela   | Boston          | Museum of Fine Arts             | Stati Uniti |
|       | Giove con dei e dee dell'Olimpo                                                  | 1560-1569       | 27,3×101 cm      | olio su tela   | Boston          | Museum of Fine Arts             | Stati Uniti |
|       | Atteone che osserva Diana e le ninfe al bagno                                    | 1560-1569       | 26×101 cm        | olio su tela   | Boston          | Museum of Fine Arts             | Stati Uniti |
|       | Atalanta riceve la testa del cinghiale da Meleagro                               | 1560-1569       | 25,7×101 cm      | olio su tela   | Boston          | Museum of Fine Arts             | Stati Uniti |
|       | Battesimo di Cristo                                                              | 1561            | 204×102 cm       | olio su tela   | Venezia         | Chiesa del Redentore            | Italia      |
|       | Venere e Adone                                                                   | 1562            | 99,5×174,5 cm    | olio su tela   | Augusta         | Staatliche Kunstsammlungen      | Germania    |
|       | Predica di san Giovanni Battista                                                 | 1562 circa      | 205×169 cm       | olio su tela   | Roma            | Galleria Borghese               | Italia      |
|       | Madonna col Bambino in trono, san Giovannino e santi                             | 1562-1564       | 341×193 cm       | olio su tela   | Venezia         | Gallerie dell'Accademia         | Italia      |
|       | Matrimonio mistico di santa Caterina                                             | 1562-1569       | 148×199,5 cm     | olio su tela   |                 | Royal Collection                | Regno Unito |
|       | Martirio di San Giorgio                                                          | 1564            | 426×305 cm       | olio su tela   | Verona          | Chiesa di San Giorgio in Braida | Italia      |
|       | Allegoria della Saggezza e della Forza                                           | 1565            | 214,6x167 cm     | olio su tela   | New York        | Frick Collection                | Stati Uniti |
|       | Allegoria della Virtù e del Vizio                                                | 1565            | 219,1×169,5 cm   | olio su tela   | New York        | Frick Collection                | Stati Uniti |
|       | Cristo incontra la moglie ed i figli di Zebedeo                                  | 1565 circa      | 194×337 cm       | olio su tavola | Grenoble        | Museo di Grenoble               | Francia     |
|       | Pala Marogna                                                                     | 1565            |                  | olio su tela   | Verona          | Chiesa di San Paolo             | Italia      |
|       | La famiglia di Dario ai piedi di Alessandro                                      | 1565-1567       | 236×475 cm       | olio su tela   | Londra          | National Gallery                | Regno Unito |
|       | Vergine con il bambino, san Giovanni Battista, santa Elisabetta e santa Giustina | 1565-1570       | 103,8×158,1 cm   | olio su tela   | San Diego       | Timken Museum of Art            | Stati Uniti |
|       | San Barnaba cura i malati con il Vangelo di Matteo                               | 1566 circa      | 260×193 cm       | olio su tela   | Rouen           | Musée des Beaux-Arts            | Francia     |
|       | Battesimo di Cristo                                                              | 1566-1567       | ?                | olio su tela   | Latisana        | Duomo di San Giovanni Battista  | Italia      |
|       | Diana                                                                            | fine anni 1560  | 28x16 cm         | olio su tela   | San Pietroburgo | Museo dell'Ermitage             | Russia      |
|       | Sacra Famiglia con i santi Caterina e Giovannino                                 | 1570 circa      | 86×122 cm        | olio su tela   | Firenze         | Galleria degli Uffizi           | Italia      |
|       | Martirio di santa Giustina                                                       | 1570-1575 circa | 103×113 cm       | olio su tela   | Firenze         | Galleria degli Uffizi           | Italia      |
|       | Resurrezione di Cristo                                                           | 1570 circa      | 136×104 cm       | olio su tela   | Dresda          | Gemäldegalerie                  | Germania    |
|       | Venere e Marte uniti da Amore                                                    | 1570 circa      | 205,7×161 cm     | olio su tela   | New York        | Metropolitan Museum of Art      | Stati Uniti |
|       | Guarigione dell'emorroissa                                                       | 1570 circa      | 102×135 cm       | olio su tela   | Vienna          | Kunsthistorisches Museum        | Austria     |
|       | Allegorie dell'amore. L'infedeltà                                                | 1570 circa      | 190×190 cm       | olio su tela   | Londra          | National Gallery                | Regno Unito |
|       | Allegorie dell'amore. Il disinganno                                              | 1570 circa      | 186,6×188,5 cm   | olio su tela   | Londra          | National Gallery                | Regno Unito |
|       | Allegorie dell'amore. Il rispetto                                                | 1570 circa      | 186×194.3 cm     | olio su tela   | Londra          | National Gallery                | Regno Unito |
|       | Allegorie dell'amore. L'unione felice                                            | 1570 circa      | 187,4×186,7 cm   | olio su tela   | Londra          | National Gallery                | Regno Unito |

### Pala d'altarePetrobelli
| Opera | Titolo                                    | Data       | Dimensioni     | Tecnica      | Città     | Ubicazione                   | Paese       |
| ----- | ----------------------------------------- | ---------- | -------------- | ------------ | --------- | ---------------------------- | ----------- |
|       | Cristo morto con angeli                   | 1563 circa | 222,3×251 cm   | olio su tela | Ottawa    | National Gallery of Canada   | Canada      |
|       | Sant'Antonio abate con Antonio Petrobelli | 1563 circa | 198,5×117,8 cm | olio su tela | Edimburgo | National Gallery of Scotland | Regno Unito |
|       | San Girolamo con Girolamo Petrobelli      | 1563 circa | ?              | olio su tela | Londra    | Dulwich Picture Gallery      | Regno Unito |
|       | Testa dell'arcangelo Michele              | 1563 circa | 41×32,1 cm     | olio su tela | Austin    | Blanton Museum of Art        | Stati Uniti |

### Dipinti nella chiesa di San Sebastiano a Venezia
| Opera | Titolo                                                                    | Data       | Dimensioni | Tecnica      | Città   | Ubicazione               | Paese  |
| ----- | ------------------------------------------------------------------------- | ---------- | ---------- | ------------ | ------- | ------------------------ | ------ |
|       | Incoronazione della Vergine                                               | 1555       | 200×170 cm | olio su tela | Venezia | Chiesa di San Sebastiano | Italia |
|       | San Matteo                                                                | 1555       | 85×240 cm  | olio su tela | Venezia | Chiesa di San Sebastiano | Italia |
|       | San Marco                                                                 | 1555       | 85×200 cm  | olio su tela | Venezia | Chiesa di San Sebastiano | Italia |
|       | San Luca                                                                  | 1555       | 85×200 cm  | olio su tela | Venezia | Chiesa di San Sebastiano | Italia |
|       | San Giovanni evangelista                                                  | 1555       | 85×240 cm  | olio su tela | Venezia | Chiesa di San Sebastiano | Italia |
|       | Trionfo di Mardocheo                                                      | 1556       | 500×370 cm | olio su tela | Venezia | Chiesa di San Sebastiano | Italia |
|       | Ester incoronata da Assuero                                               | 1556       | 450×370 cm | olio su tela | Venezia | Chiesa di San Sebastiano | Italia |
|       | Ripudio di Vasti                                                          | 1556 circa | 500×370 cm | olio su tela | Venezia | Chiesa di San Sebastiano | Italia |
|       | Gli arcieri colpiscono san Sebastiano                                     | 1558       | 270×130 cm | affresco     | Venezia | Chiesa di San Sebastiano | Italia |
|       | San Sebastiano trafitto dalle frecce                                      | 1558       | 270×130 cm | affresco     | Venezia | Chiesa di San Sebastiano | Italia |
|       | Annunciazione                                                             | 1558       | ?          | affresco     | Venezia | Chiesa di San Sebastiano | Italia |
|       | Il martirio di san Sebastiano                                             | 1558       | 350×480 cm | affresco     | Venezia | Chiesa di San Sebastiano | Italia |
|       | San Sebastiano rimprovera Diocleziano                                     | 1558       | 350×480 cm | affresco     | Venezia | Chiesa di San Sebastiano | Italia |
|       | Presentazione al Tempio                                                   | 1560       | 490×190 cm | olio su tela | Venezia | Chiesa di San Sebastiano | Italia |
|       | Miracolo della piscina di Bethesda                                        | 1560       | 490×190 cm | olio su tela | Venezia | Chiesa di San Sebastiano | Italia |
|       | La Madonna in gloria con i santi Sebastiano, Pietro, Caterina e Francesco | 1562       | 420×230 cm | olio su tela | Venezia | Chiesa di San Sebastiano | Italia |
|       | Il martirio di san Sebastiano                                             | 1565       | 355×540 cm | olio su tela | Venezia | Chiesa di San Sebastiano | Italia |
|       | I santi Marco e Marcellino condotti al martirio                           | 1565       | 355×540 cm | olio su tela | Venezia | Chiesa di San Sebastiano | Italia |

## LeCene
| Opera | Titolo                            | Data       | Dimensioni  | Tecnica      | Città      | Ubicazione                              | Paese    |
| ----- | --------------------------------- | ---------- | ----------- | ------------ | ---------- | --------------------------------------- | -------- |
|       | Cena in casa di Simone il fariseo | 1556 circa | 314×451 cm  | olio su tela | Torino     | Galleria Sabauda                        | Italia   |
|       | Nozze di Cana                     | 1562-1563  | 666×990 cm  | olio su tela | Parigi     | Museo del Louvre                        | Francia  |
|       | Cena in casa di Simone            | 1567-1570  | 275×710 cm  | olio su tela | Milano     | Pinacoteca di Brera                     | Italia   |
|       | Cena in casa di Simone            | 1570-1572  | 454×874 cm  | olio su tela | Versailles | Reggia di Versailles                    | Francia  |
|       | Cena in casa di Simone            | 1571-1572  | 207×457 cm  | olio su tela | Dresda     | Gemäldegalerie Alte Meister             | Germania |
|       | Cena di san Gregorio Magno        | 1572       | 447×878 cm  | olio su tela | Vicenza    | Santuario della Madonna di Monte Berico | Italia   |
|       | Convito in casa di Levi           | 1573       | 555×1280 cm | olio su tela | Venezia    | Gallerie dell'Accademia                 | Italia   |

## Ritratti
| Opera | Titolo                                                     | Data                     | Dimensioni     | Tecnica      | Città           | Ubicazione                 | Paese       |
| ----- | ---------------------------------------------------------- | ------------------------ | -------------- | ------------ | --------------- | -------------------------- | ----------- |
|       | Ritratto di Isabella Guerrieri Gonzaga Canossa             | 1547-1548                | 115×95 cm      | olio su tela | Parigi          | Museo del Louvre           | Francia     |
|       | Ritratto di gentiluomo in pelliccia                        | 1550-1560 circa          | 140×107 cm     | olio su tela | Firenze         | Galleria Palatina          | Italia      |
|       | Ritratto di Iseppo da Porto col figlio Adriano             | 1551-1552 (o 1555 circa) | 206×120 cm     | olio su tela | Firenze         | Galleria degli Uffizi      | Italia      |
|       | Ritratto di Livia da Porto Thiene con la figlia Porzia     | 1551-1552 (o 1555 circa) | 208,4×121 cm   | olio su tela | Baltimora       | Walters Art Museum         | Stati Uniti |
|       | Ritratto di Nobildonna Veneziana (La Bella Nani)           | 1560 circa               | 119×103 cm     | olio su tela | Parigi          | Museo del Louvre           | Francia     |
|       | Ritratto femminile (presunto ritratto di Lavinia Vecellio) | 1560 circa               | 117×92 cm      | olio su tela | Madrid          | Museo del Prado            | Spagna      |
|       | Ritratto virile                                            | 1560 circa               | 120×102 cm     | olio su tela | Budapest        | Museo di belle arti        | Ungheria    |
|       | Ritratto di Daniele Barbaro                                | 1561-1565                | 121×106 cm     | olio su tela | Amsterdam       | Rijksmuseum                | Paesi Bassi |
|       | Autoritratto                                               | 1558-1563                | 63x50,5 cm     | olio su tela | San Pietroburgo | Museo dell'Ermitage        | Russia      |
|       | Ritratto di donna                                          | 1565                     | 106×87 cm      | olio su tela | Douai           | Musée de la Chartreuse     | Francia     |
|       | Ritratto di ragazzo con levriero                           | 1570 circa               | 173,7×101,9 cm | olio su tela | New York        | Metropolitan Museum of Art | Stati Uniti |
|       | Ritratto di Agostino Barbarigo                             | 1571-1572                | 102,2×104,2 cm | olio su tela | Cleveland       | Cleveland Museum of Art    | Stati Uniti |
|       | Ritratto di Livia Colonna                                  | 1572                     | 121×98 cm      | olio su tela | Madrid          | Museo del Prado            | Spagna      |
|       | Ritratto di Jakob König                                    | 1575-1580                | 83×74 cm       | olio su tela | Praga           | Národní galerie            | Rep. Ceca   |
|       | Ritratto virile                                            | 1576-1578                | 192×134 cm     | olio su tela | Los Angeles     | Getty Museum               | Stati Uniti |
|       | Ritratto di Alessandro Vittoria                            | 1580 circa               | 110×77 cm      | olio su tela | New York        | Metropolitan Museum of Art | Stati Uniti |
|       | Ritratto di Vincenzo Scamozzi                              | 1580 circa               | ?              | olio su tela | Denver          | Denver Art Museum          | Stati Uniti |
|       | Ritratto di donna come santa Agnese                        | 1580 circa               | 86,4×75 cm     | olio su tela | Houston         | Museum of Fine Arts        | Stati Uniti |

## Dipinti dal 1570 al 1580
| Opera | Titolo                                             | Data       | Dimensioni    | Tecnica                                 | Città              | Ubicazione                           | Paese              |
| ----- | -------------------------------------------------- | ---------- | ------------- | --------------------------------------- | ------------------ | ------------------------------------ | ------------------ |
|       | Venere e Marte con Cupido                          | 1570       | 47×47 cm      | olio su tela                            | Torino             | Galleria Sabauda                     | Italia             |
|       | Conversione di Saulo                               | 1570 ca,   | 191x329 cm    | olio su tela                            | San Pietroburgo    | Museo dell'Ermitage                  | Russia             |
|       | Creazione di Eva                                   | 1570-1580  | 81x103 cm     | olio su tela                            | Chicago            | Art Institute of Chicago             | Stati Uniti        |
|       | Crocifissione                                      | 1570-1580  | 16х20 cm      | olio su pergamena incollato su pannello | San Pietroburgo    | Museo dell'Ermitage                  | Russia             |
|       | Resurrezione di Cristo                             | 1570-1580  | 130x95 cm     | olio su tela                            | San Pietroburgo    | Museo dell'Ermitage                  | Russia             |
|       | Adorazione dei Magi                                | 1570-1580  | 45x34,5 cm    | olio su tela                            | San Pietroburgo    | Museo dell'Ermitage                  | Russia             |
|       | Allegoria della battaglia di Lepanto               | 1571       | 169×137 cm    | olio su tela                            | Venezia            | Gallerie dell'Accademia              | Italia             |
|       | Cristo e il centurione                             | 1571       | 192×297 cm    | olio su tela                            | Madrid             | Museo del Prado                      | Spagna             |
|       | Presentazione alla Vergine della Famiglia Cuccina  | 1571 circa | 167×414 cm    | olio su tela                            | Dresda             | Gemäldegalerie Alte Meister          | Germania           |
|       | Adorazione dei Magi                                | 1573       | 355×320 cm    | olio su tela                            | Londra             | National Gallery                     | Regno Unito        |
|       | Venezia riceve omaggio da Ercole e Cerere          | 1575 circa | 309x328 cm    | olio su tela                            | Venezia            | Gallerie dell'Accademia              | Italia             |
|       | Betsabea al bagno                                  | 1575 circa | 191×224 cm    | olio su tela                            | Lione              | Museo di Belle Arti                  | Francia            |
|       | Matrimonio mistico di santa Caterina d'Alessandria | 1575 circa | 337×241 cm    | olio su tela                            | Venezia            | Gallerie dell'Accademia              | Italia             |
|       | Visione di sant'Elena                              | 1575-1578  | 198×116 cm    | olio su tela                            | Londra             | National Gallery                     | Regno Unito        |
|       | Marte e Nettuno                                    | 1575-1578  | 250×180 cm    | olio su tela                            | Venezia            | Palazzo Ducale                       | Italia             |
|       | Venere e Cupido                                    | 1575-1580  | 71×97 cm      | olio su tela                            | Amsterdam          | Rijksmuseum                          | Paesi Bassi        |
|       | Noli me tangere                                    | 1575-1588  | 67×95 cm      | olio su tela                            | Grenoble           | Museo di Grenoble                    | Francia            |
|       | Apparizione di Gesù ai santi Pietro e Paolo        | 1575-1588  | 96×70 cm      | olio su tela                            | Caen               | Musée des Beaux-Arts                 | Francia            |
|       | Martirio di santa Giustina                         | 1576       | ?             | olio su tela                            | Padova             | Basilica di Santa Giustina           | Italia             |
|       | Perseo libera Andromeda                            | 1576-1578  | 260×211 cm    | olio su tela                            | Rennes             | Museo di Belle Arti                  | Francia            |
|       | Gesù Bambino e san Giovannino                      | ----       | 44,5×56 cm    | olio su tela                            | Collezione privata |                                      |                    |
|       | Adorazione dei Magi                                | 1578 circa | 320×234 cm    | olio su tela                            | Vicenza            | Chiesa di Santa Corona               | Italia             |
|       | Ratto di Europa                                    | 1578 circa | 320×234 cm    | olio su tela                            | Venezia            | Palazzo Ducale                       | Italia             |
|       | Annunciazione                                      | 1578       | 240×303 cm    | olio su tela                            | Venezia            | Gallerie dell'Accademia              | Italia             |
|       | Paradiso                                           | 1578       | 87x234 cm     | olio su tela                            | Lilla              | Palais des Beaux-Arts de Lille       | Francia            |
|       | Predica di sant'Antonio ai pesci                   | 1580 circa | 104×150 cm    | olio su tela                            | Roma               | Galleria Borghese                    | Italia             |
|       | Calvario                                           | 1580       | 102×102 cm    | olio su tela                            | Parigi             | Museo del Louvre                     | Francia            |
|       | Crocifissione                                      | ?          | 326×197 cm    | olio su tela                            | Genova             | Palazzo Bianco                       | Italia             |
|       | Marte che spoglia Venere con amorino e cane        | 1580 circa | 163×125 cm    | olio su tela                            | Edimburgo          | National Gallery of Scotland         | Regno Unito        |
|       | Cristo crocifisso tra la Madonna e san Giovanni    | 1580 circa | 305×165 cm    | olio su tela                            | Venezia            | Chiesa di San Lazzaro dei Mendicanti | Italia             |
|       | Annunciazione                                      | 1580 circa | 110×87 cm     | olio su tela                            | Madrid             | Museo Thyssen-Bornemisza             | Spagna             |
|       | Crocifissione                                      | 1580       | 64×38 cm      | olio su lavagna                         | Padova             | Musei civici di Padova               | Italia             |
|       | Giuditta e Oloferne                                | 1580 circa | 195×176 cm    | olio su tela                            | Genova             | Galleria di Palazzo Rosso            | Italia             |
|       | Crocifissione                                      | 1580 circa | 190×149 cm    | olio su tela                            | Budapest           | Museo di belle arti                  | Ungheria           |
|       | Cristo morto sorretto da due angeli                | 1580-1588  | 98,1×71,4 cm  | olio su tela                            | Boston             | Boston Museum of Fine Arts           | Stati Uniti        |
|       | Visione di sant'Elena                              | 1580 circa | 166×134 cm    | olio su tela                            | Città del Vaticano | Musei Vaticani                       | Città del Vaticano |
|       | Annunciazione                                      | 1580 circa | 150×133,4 cm  | olio su tela                            | Cleveland          | Cleveland Museum of Art              | Stati Uniti        |
|       | Mosè salvato dalle acque                           | 1580 circa | 122×168 cm    | olio su tela                            | Digione            | Musée des Beaux-Arts                 | Francia            |
|       | Susanna e i vecchioni                              | 1580 circa | 111×145 cm    | olio su tela                            | Genova             | Palazzo Bianco                       | Italia             |
|       | Santa Caterina d'Alessandria in prigione           | 1580-1585  | 116,2×83,8 cm | olio su tela                            | New York           | Metropolitan Museum of Art           | Stati Uniti        |
|       | San Girolamo penitente                             | 1580 circa | 251×167 cm    | olio su tela                            | Venezia            | Gallerie dell'Accademia              | Italia             |

## Dipinti dal 1580 al 1588
| Opera | Titolo                                                                        | Data       | Dimensioni     | Tecnica      | Città               | Ubicazione                          | Paese       |
| ----- | ----------------------------------------------------------------------------- | ---------- | -------------- | ------------ | ------------------- | ----------------------------------- | ----------- |
|       | Venere e Adone                                                                | 1580       | 162x191 cm     | olio su tela | Madrid              | Museo del Prado                     | Spagna      |
|       | Susanna e i vecchioni                                                         | 1580       | 151x177 cm     | olio su tela | Madrid              | Museo del Prado                     | Spagna      |
|       | Martirio di San Mena                                                          | 1580       | 57x43 cm       | olio su tela | Madrid              | Museo del Prado                     | Spagna      |
|       | Mosè salvato dalle acque                                                      | 1580       | 248x182 cm     | olio su tela | Madrid              | Museo del Prado                     | Spagna      |
|       | Lot e le sue figlie abbandonano Sodoma (Serie del Duca di Buckingham)         | 1580-1588  | 138×262 cm     | olio su tela | Vienna              | Kunsthistorisches Museum            | Austria     |
|       | Agar nel deserto (Serie del Duca di Buckingham)                               | 1580-1588  | 140×282 cm     | olio su tela | Vienna              | Kunsthistorisches Museum            | Austria     |
|       | Rebecca al pozzo (Serie del Duca di Buckingham)                               | 1580-1588  | 145×282 cm     | olio su tela | Washington          | National Gallery of Art             | Stati Uniti |
|       | Susanna e i vecchioni (Serie del Duca di Buckingham)                          | 1580-1588  | 140×280 cm     | olio su tela | Vienna              | Kunsthistorisches Museum            | Austria     |
|       | Gesù e la samaritana (Serie del Duca di Buckingham)                           | 1580-1588  | 143×289 cm     | olio su tela | Vienna              | Kunsthistorisches Museum            | Austria     |
|       | Cristo e l'adultera (Serie del Duca di Buckingham)                            | 1580-1588  | 143×288 cm     | olio su tela | Vienna              | Kunsthistorisches Museum            | Austria     |
|       | Gesù e il centurione (Serie del Duca di Buckingham)                           | 1580-1588  | 140×280 cm     | olio su tela | Vienna              | Kunsthistorisches Museum            | Austria     |
|       | La lavanda dei piedi (Serie del Duca di Buckingham)                           | 1580-1588  | 139×283 cm     | olio su tela | Praga               | Národní galerie                     | Rep. Ceca   |
|       | Battesimo del Cristo                                                          | 1580-1588  | 104,8×88,3 cm  | olio su tela | Los Angeles         | Getty Museum                        | Stati Uniti |
|       | Pietà con un angelo                                                           | 1581 circa | 147×111 cm     | olio su tela | San Pietroburgo     | Museo dell'Ermitage                 | Russia      |
|       | Santi Marco, Rocco e Girolamo cui appare Cristo morto sostenuto da due angeli | 1581-1582  | 385×181 cm     | olio su tela | Venezia             | Chiesa di San Zulian                | Italia      |
|       | Allegoria della Battaglia di Lepanto                                          | 1581-1582  | 285×565 cm     | olio su tela | Venezia             | Palazzo Ducale                      | Italia      |
|       | Adorazione dei magi (Ciclo di San Nicolò della Lattuga)                       | 1582 circa | ?              | olio su tela | Venezia             | Basilica dei Santi Giovanni e Paolo | Italia      |
|       | Evangelisti (Ciclo di San Nicolò della Lattuga)                               | 1582 circa | ?              | olio su tela | Venezia             | Basilica dei Santi Giovanni e Paolo | Italia      |
|       | San Nicola riconosciuto vescovo di Myra (Ciclo di San Nicolò della Lattuga)   | 1582 circa | ?              | olio su tela | Venezia             | Gallerie dell'Accademia             | Italia      |
|       | San Francesco riceve le stimmate (Ciclo di San Nicolò della Lattuga)          | 1582 circa | 437×259 cm     | olio su tela | Venezia             | Gallerie dell'Accademia             | Italia      |
|       | Battesimo e tentazioni di Cristo (Ciclo di San Nicolò della Lattuga)          | 1582 circa | 248×450 cm     | olio su tela | Milano              | Pinacoteca di Brera                 | Italia      |
|       | Crocifissione (Ciclo di San Nicolò della Lattuga)                             | 1582 circa | 287×447 cm     | olio su tela | Venezia             | Gallerie dell'Accademia             | Italia      |
|       | Adorazione dei pastori                                                        | 1582-1583  | 375×182 cm     | olio su tela | Venezia             | Chiesa di San Giuseppe di Castello  | Italia      |
|       | Trionfo di Venezia                                                            | 1582 circa | 904×580 cm     | olio su tela | Venezia             | Palazzo Ducale                      | Italia      |
|       | Martirio ed ultima comunione di santa Lucia                                   | 1582       | 140×173 cm     | olio su tela | Washington          | National Gallery of Art             | Stati Uniti |
|       | Venere alla Toilette                                                          | 1582       | 165,1×124,5 cm | olio su tela | Omaha               | Joslyn Art Museum                   | Stati Uniti |
|       | Incoronazione della Vergine                                                   | 1583       | 405×219 cm     | olio su tela | Venezia             | Gallerie dell'Accademia             | Italia      |
|       | Cristo nell'orto del Getsemani                                                | 1583-1584  | 108×180 cm     | olio su tela | Milano              | Pinacoteca di Brera                 | Italia      |
|       | Cefalo e Procri                                                               | 1584 circa | 162×185 cm     | olio su tela | Strasburgo          | Museo di Belle Arti                 | Francia     |
|       | Lucrezia                                                                      | 1585 circa | 109×90,5 cm    | olio su tela | Vienna              | Kunsthistorisches Museum            | Austria     |
|       | San Rocco                                                                     | 1584       | 149.0×108.0 cm | olio su tela | Cividale del Friuli | Museo cristiano e tesoro del duomo  | Italia      |
|       | Vergine con Gesù Bambino                                                      | 1584       | 147.0×106.0 cm | olio su tela | Cividale del Friuli | Museo cristiano e tesoro del duomo  | Italia      |
|       | Ultima Cena                                                                   | 1585       | 220×523 cm     | olio su tela | Milano              | Pinacoteca di Brera                 | Italia      |
|       | Conversione di san Pantaleone                                                 | 1587       | 277×160 cm     | olio su tela | Venezia             | Chiesa di San Pantalon              | Italia      |

## Data sconosciuta
| Opera | Titolo    | Data | Dimensioni | Tecnica      | Città | Ubicazione | Paese |
| ----- | --------- | ---- | ---------- | ------------ | ----- | ---------- | ----- |
|       | Ecce Homo | ?    | 72,5×85 cm | olio su tela |       |            |       |